# Kanwar Sain
Kanwar Sain é um político da Índia 
.